# Корчевский, Андрей Александрович
Андрей Александрович Корчевский (род. 18 марта 1966, Алма-Ата, Казахская ССР) — русский поэт, переводчик поэзии и драматических произведений. Переводил У. Шекспира, Д. Форда, Д. Уэбстера и других авторов.

## Биография
Родился в Казахстане. Окончил Казахский педагогический институт имени Абая в 1989 году по специальности учитель математики. Кандидат физико-математических (специальность 05.13.16) (1993) и доктор биологических (специальность 14.00.07) наук. С 2009 года живёт в США. На конкурсе «Пушкин в Британии — 2014» (председатель жюри Олег Борушко) был удостоен звания короля поэтического перевода и получил также приз имени Надежды Брагинской «За лучшее стихотворение с пушкинской строкой» и приз зрительских симпатий.
Опубликовал пять сборников стихов и переводов: «Приближение весны», «Клеопатра, Клеопатра…», «Однажды, навсегда», «Стихотворения», и «Снимок».
В России опубликован ряд драматических произведений в переводе Андрея Корчевского:
- «Гамлет» У. Шекспира в версии «Первое кварто»[9];
- «Ромео и Джульетта» У. Шекспира в версии «Первое кварто»[10];
- «Арден из Фавершема» (апокриф У. Шекспира)[11][12];
- «Двойное вероломство» (У. Шекспир и Д. Флетчер в версии Льюиса Теобальда)[13];
- «Виттенберг» Дэвида Довалоса[14];
- «Хроники Перкина Уорбека, или Странная правда» Джона Форда[15];
- «Герцогиня Мальфи» Джона Уэбстера[16].

Переводил также стихи Джона Донна, Эдит Ситуелл, Дилана Томаса, Альфреда Теннисона, Эмили Дикинсон, Альфреда Хаусмана и других авторов.

## Отзывы и критика
Алексей Бартошевич о переводе Андреем Корчевским пьесы «Арден из Фавершема»:
«Появление первого русского перевода „Ардена из Фавершема“ — серьёзное событие в нашей литературе и в судьбе елизаветинской драмы на российской почве. Андрей Корчевский создал произведение очень высокого профессионального качества. С одной стороны, перевод адекватен подлиннику, в нём нет демонстративной модернизации, так часто свойственной опытам сегодняшних переводчиков. С другой — он лишён тяжеловесной буквалистской архаичности».
Екатерина Гениева:
«Поэзию Андрея Корчевского отличает строгость формы, точность в выборе слова, умение увидеть в действительности то, что часто сокрыто от обычного взгляда. Его переводы и стихотворения соединяют в себе русскую и европейскую традицию, и в то же время предлагают читателю неожиданные модификации этой традиции».
Профессор Марина Литвинова:
«Я рада представить читателям „Современной драматургии“ первый русский художественный перевод Первого кварто „Гамлета“, выполненный поэтом из США Андреем Корчевским. Очевидно, что главной задачей переводчика было создать текст, точный по содержанию, внятный и легко читаемый. Хочу добавить, что русский текст Андрея имеет и несомненное поэтическое достоинство».
Профессор, доктор филологических наук Жанна Толысбаева:
«Информация о своеобразном отношении поэтов-современников к традиции вынесена в наименования венков… По аналогичной логике оформлено заглавие венка сонетов казахстанского автора А. Корчевского „Предвосхищение дождя (венок)“; термин „венок“, вынесенный в подзаголовок, с развитием сюжета дорастает до метаформы самого произведения:
Ты ощутишь, как призрачный свет сонета,
Словно венок, на волосы лёг твои».
Профессор Игорь Шайтанов, главный редактор журнала «Вопросы литературы»:
«…Перевод каламбуров, особенно с эротическим подтекстом, — дело трудное и все ещё во многом — задание на будущее для переводчиков. В последнее время появляются удачи, например перевод заключительного двустишия в сонете 138. Мотив обмана/лжи проходит в тексте сквозной линией, разрешаясь каламбуром в последней строке, где глагол to lie означает и лгать, и лежать/заниматься любовью: „Therefore I lie with her and she with me, / And in our faults by lies we flatter’d be“. В неопубликованном переводе А. Корчевского финальный каламбур передан фразой „делить ложь“, верной по смыслу мотиву обоюдной лжи и в то же время явно указывающей на очевидную за ним идиому — „делить ложе“: „В её объятьях я, она — в моих, / Мы честно ложь разделим на двоих“».

## Театр и музыка
В 1987—1989 годах Андрей Корчевский руководил любительским театром «Атланты» Дома офицеров Среднеазиатского военного округа в Алматы. В качестве режиссёра, Корчевский поставил спектакли «Последние свидетели» по книге С. Алексиевич, «Притворщики» Э. Рязанова и Э. Брагинского и «Саркофаг» В. Губарева.
Андрей Корчевский является автором музыки к водевилю В. Соллогуба «Беда от нежного сердца» (шёл в Павлодаре и Орске). В 1995 году Андрей Корчевский записал как исполнитель грампластинку «Кирпичики. Антология городской русской песни за 100 лет (1850-е — 1950-е)», выпущенную Апрелевским заводом грампластинок.
С 2010 по 2014 Андрей Корчевский выступал в составе Колорадского симфонического хора, художественный руководитель — дважды лауреат «Грэмми» Дуэйн Волф.
«Гамлет» в переводе Андрея Корчевского ставился в театре «Вера» (Нижний Новгород) и в Академическом русском театре имени Е. Вахтангова (Владикавказ).